# محمد زمان میرزا
محمد زمان میرزا (۱۴۹۶–۱۵۳۹) شاهزاده‌ای از دودمان تیمور و سرداری در خدمت پادشاهان گورکانی بابر و نصیرالدین همایون بود. او در سال ۱۵۳۷ خود را حاکم گجرات اعلام کرد اما کنترل واقعی را به دست نیاورد.

## اوایل زندگی
محمد زمان میرزا پسر بدیع‌الزمان میرزا، حاکم تیموری هرات بود. مادرش دختر طهماسب بیگ و خواهرزاده اسد بیگ بود. او نوه سلطان حسین بایقرا و بگا سلطان بیگم بود. او با معصومه سلطان بیگم، دختر بابر از معصومه سلطان بیگم، دختر سلطان احمد میرزا ازدواج کرد.

## کارها
او در اوایل سعی کرد استقلال خود را اعمال کند اما به دستور امپراتور نصیرالدین همایون در بیانا زندانی شد، اما موفق به فرار شد و به سلطنت گجرات پناه برد و در آنجا سلطان بهادرشاه گجراتی از او استقبال کرد.
در ۲۳ دسامبر ۱۵۳۴، سلطان بهادرشاه گجراتی در حالی که سوار بر کشتی گالئون سنت متیوس بود، معاهده باسین را امضا کرد. بر اساس مفاد این توافقنامه، امپراتوری پرتغال کنترل شهر وسائی و همچنین سرزمین‌ها، جزایر و دریاهای آن را به دست آورد. در سال ۱۵۳۵، گجرات توسط گورکانیان اشغال شد و بهادر شاه مجبور شد برای بازپس‌گیری کشور با پرتغال متحد شود و دامان و دیو و دیو (هند)، بمبئی و وسائی را به پرتغال واگذار کند. در فوریه ۱۵۳۷، او توسط پرتغالی‌ها در حالی که در کشتی پرتغالی لنگر انداخته در سواحل گجرات به دیدار آنها رفته بود، کشته شد و جسدش به دریای عرب انداخته شد.
سلطان بهادرشاه گجراتی پسر مشروع نداشت، از این رو پس از مرگ او عدم اطمینان در مورد جانشینی وجود داشت. محمد زمان میرزا، سردار مغول فراری، ادعای خود را بر این اساس مطرح کرد که مادر بهادر او را به عنوان پسر خود به فرزندی پذیرفته است. اشراف گجراتی با دیدن خطر این ادعا، برادرزاده سلطان بهادرشاه گجراتی، میران محمد شاه اول از خاندش را به عنوان جانشین او انتخاب کردند، اما او در راه گجرات درگذشت. در نهایت، اشراف، محمود خان، پسر برادر بهادر، لطیف خان، را به عنوان جانشین او انتخاب کردند و او در ۱۰ مه ۱۵۳۸ با عنوان محمود شاه سوم بر تخت سلطنت نشست.
سپس محمد زمان میرزا با پرتغالی‌ها توافق کرد که منگرول و دامان و دیو و نواری از زمین را در امتداد کل ساحل، در ازای حمایت آنها واگذار کند، اما اشراف گجراتی محمد زمان میرزا را شکست دادند و او به دهلی گریخت.